# Pontarachna australis
Pontarachna australis is een mijtensoort uit de familie van de Pontarachnidae. De wetenschappelijke naam van de soort is voor het eerst geldig gepubliceerd in 2003 door Smit.